# Austinotheres angelicus
Genre
Espèce
Austinotheres angelicus est une espèce de crabes, la seule du genre Austinotheres.

## Distribution
Cette espèce se rencontre sur la côte pacifique de l'Amérique du Nord.